# Xian de Dechang
Le xian de Dechang (chinois : 德昌县 ; pinyin : Déchāng Xiàn) est un district administratif de la province du Sichuan en Chine. Il est placé sous la juridiction de la préfecture autonome yi de Liangshan.

## Démographie
La population du district était de 182 622 habitants en 1999.